# Baisopardus polyhymnius
Baisopardus polyhymnius là một loài côn trùng trong họ Palaeoleontidae thuộc bộ Neuroptera. Loài này được Martins-Neto miêu tả năm 1997.